# Balás Gábor
Balás Gábor (Gyergyószentmiklós, 1909. november 7. – Budapest, 1995. január 6.) magyar jogtörténész, író.

## Életrajza
Gyergyószentmiklóson született 1909. november 7-én, de a család gyergyóremetei származású. Budapesten, Párizsban és Berlinben tanult. Ügyvédi diplomát szerzett 1931-ben Budapesten. Ügyvédi vizsgája letétele után, 1937-ben a főváros tiszti ügyészségénél helyezkedett el.
Katonai szolgálata során 1928. október 1. és 1929. október 1. között egyévi önkéntes katonai szolgálatot teljesített közlegényként, majd tizedesként a m. kir. 1. honvéd tábori tüzérosztálynál; 1939. március 1. és 1939. július 1. között a felderítő és lehallgató feladatokat is ellátó m. kir. 101. honvéd híradózászlóaljnál szolgált Budapesten tartalékos hadnagyként, mivel németül, románul és angolul beszélt, írt és fogalmazott, franciául és olaszul beszélt, bolgárul pedig olvasott. 1942. november 15-ével áthelyezték a Don mellett harcoló Magyar 2. hadsereg 23. könnyűhadosztályához olasz összekötőtisztnek.
A világháború után 1947-ben főügyész-helyettesnek nevezték ki. 1995. január 6-án halt meg Budapesten.

## Munkássága
Fővárosi szolgálata alatt szakkönyvet írt a kisajátítási jogról. 1946. május 28-án az Országházban tartotta első ülését az a szakértői csoport, mely megvitatta a székely autonómia tárgyalási tervezetét. A székely származású Balás Gábor, valamint (a nagyváradi) Hegedűs Nándor szükségesnek tartották a végleges változat kidolgozását. Az ülést végül azzal zárták le, hogy felállítottak egy szövegező bizottságot, melynek Flachbart Ernő, Gajzágó László, Balás Gábor és Hegedűs Nándor lettek a tagjai. A szövegező bizottság először elkészített egy teljesebb változatot, amelyet aztán betekintés végett megküldtek az egyes tárcák képviselőinek, akik véleményezték azt.
Számos nemzetközi kongresszuson tartott jogtörténeti előadásokat. 1963-tól a Tanácsi Építő felelős lapszerkesztője. Műfordító munkája is jelentős. Csaknem száz nyelv irodalmából jelentek meg versfordításai.
1987-ben három kötetben Erdély jókora jogtörténete címmel megírta Erdély jogtörténetét. Gyergyói ihletésű meséit székely nyelvjárásban írta. Legjelentősebb munkája a Székelyek nyomában című műve (Panoráma, 1984). Társszerzője a Székely Művelődés évszázadai, az Utazások Erdélyben és a Panoráma Románia Útikönyvének.

Ősi írásunkat, a rovás-írást is tanulmányozta és fejtette. Több helytálló megfejtése ismert, amelyekkel a VIII-IX. századokból származó régészeti leletek tulajdonosainak magyar voltát igazolta a kétkedők előtt. 1988-ban összeállította azt a rovás ábécét, amelynek rovásos címe "megújított székely rovásírás" lett.
Alapító tagja az 1983-ban alakult Budapest és környéke Székelykörnek. 1996-ban a remetei Cseres Tibor Közművelődési Egyesület és a Budapesti Székelykör írói, történészi munkájának elismeréseként emléktáblát helyezett el a községi Művelődési Ház épületén, mely 2007 óta az ő nevét viseli.

## Munkái
- Utazások Erdélyben (Mátyás Vilmos mellett társszerkesztő) (1981)
- A székelyek nyomában, (1984)
- Erdély jókora jogtörténete, (1987)
- A székely művelődés évszázadai, (1988)